# Луцифер Светлоносец
„Луцифер Светлоносец“ (на английски: Lucifer the Lightbearer) е индивидуалистично и протофеминистко анархистическо списание, списвано в периода между 1883 и 1907 г. във Вали Фолс (Къмбърланд, окръг Провидънс, Роуд Айлънд), после в Топика, Канзас и след това в Чикаго, Илинойс, САЩ.
Редактори на вестника са Моузес Харман, Едуард С. Уокър и понякога, по време на пребиваването в затворите на М. Харман, от Лилиан Харман, Лоис Уайсбрукър и други. Със заглавието на вестника се прави препратка към мита за Луцифер и древното име на Венера, наричана Зорницата. Вестникът публикува статии за анархизма, атеизма, защитата на правата на жените, контрола върху раждаемостта и свободната любов.
През февруари 1887 г. редакторите и издателите на „Луцифер“ са арестувани за нарушение на Закона „Комсток“. Това става след като е публикувано писмо, в което авторът му обявява за изнасилване принудителния секс в брака. Законът „Комсток“ изрично забранява публично и печатно обсъждане на всякакви теми, считани за неприлични и развращаващи, а обсъждането на изнасилването, макар и престъпно деяние, се счита за неприлично. Окръжната прокуратура на Топика, Щат Канзас повдига към тях 216 обвинения. През февруари 1890 г. Моузес Харман, вече едноличен издател на „Луцифер“, отново е арестуван по обвинения за подобна статия, написана от нюйоркски лекар, споделящ неговите възгледи, и прекарва немалка част от следващите шест години в затвора. През 1896 г. издаването на вестника се премества в град Чикаго, но съдебният тормоз и преследване продължава. Федералната служба по съобщенията изземва и унищожава редица броеве на вестника. През май 1905 г. Харман пак е арестуван и затворен за публикуването и разпространение на две статии, със заглавие „Въпросът за бащинството“ и „Още размисли за сексологията“ от Сара Крайст Кемпбъл. Той е осъден на една година каторжен труд, вследствие от което здравето на седемдесет и пет годишния редактор рязко се влошава. След двадесет и четири годишно съществуване години „Луцифер Светлоносецът“ престава да излиза през 1907 г. и е преименуван с по-научното заглавие „Американски вестник за евгеника“ (на английски: The American Journal of Eugenics). Това издание също има много противници и затова Моузес Харман прекарва две години в затвора, след като съдът решава, че издаваният от него вестник също е неприличен, отново по същия печално известен Закон „Комсток“. При този случай съдът не е съгласен с три писма до редактора, едното от които описва страданията на жена, изнасилена от своя съпруг, вследствие от което получава разкъсани шевове от скорошна операция след тежко раждане, придружено от силен кръвоизлив. В писмото конкретно се изразява възмущение от това, че жената не може да търси възмездие по предвидения от закона съдебен ред. Езра Хейууд, също вече съден по Закона „Комсток“ за памфлет написан срещу брачната институция, препечатва писмото в знак на солидарност с Харман и също като него е арестуван и осъден на две години затвор.